# Eyalat de Kars
L'eyalat de Kars fou una divisió administrativa otomana creada el 1580 amb capçalera a Kars, amb sis o set sandjaks. El 1604 se li va unir l'eyalat de Samtskhe. Al final del segle xviii era una de les províncies més pobres de l'imperi otomà, i una de les entitats que no podia aportar uns ingressos per mantenir un wazir (un paixà de tres tughs). El 1824 va esdevenir un simple sandjak del wilayat d'Erzurum.
Fou ocupat per Rússia el 1877 i cedit a Rússia (Tractat de San Stefano de 3 de març de 1878 i Tractat de Berlín de 13 de juliol de 1878) junt amb Ardahan i Batum.